# نيشيناري-كو
نيشيناري-كو (باليابانية: 西成区) هو حي في اليابان، يقع في أوساكا، بلغ عدد سكانه 110,410 نسمة وذلك حسب إحصائيات سنة 2017، تبلغ مساحته 7.35 كيلومتر مربع.